# Wojciech Pietrzkiewicz
Wojciech Pietrzkiewicz (ur. 16 stycznia 1990 w Białogardzie) – polski piłkarz plażowy, reprezentant Polski w piłce nożnej plażowej. Aktualnie zawodnik Dębu Kadyny oraz plażowego Futsal & Beach Soccer Kolbudy.